# Seoce (Kuršumlija)
Seoce (Servisch cyrillisch Сеоче) is een plaats in de Servische gemeente Kuršumlija. De plaats telt 115 inwoners (2002).